# Christiaan van Lennep
Jonkheer Christiaan van Lennep (* 3. Januar 1887 in Hilversum; † 5. Dezember 1955 in Territet, Schweiz) war ein niederländischer Tennisspieler.

## Biografie
Christiaan gehört zum Adelsgeschlecht Van Lennep und trägt deshalb den Titel Jonkheer. Van Lennep ist Enkel des Dichters und Autors Jacob van Lennep.
Van Lennep gewann zahlreiche Titel bei den niederländischen Meisterschaften. 1905, 1907, 1919, 1921 und 1925–1926 gewann er den Einzeltitel, darüber hinaus war er sieben Mal im Doppel erfolgreich. 1924 erreichte er das Finale der ersten Ausgabe der British Hard Court Championships, wo er gegen Randolph Lycett verlor. Sein bestes Resultat bei seinen vier Teilnahmen der Wimbledon Championships war das Erreichen des Achtelfinals 1921 sowie im Doppel der Einzug ins Halbfinale 1926. Dort war er mit Béla von Kehrling angetreten.
1908 nahm er am Tenniswettbewerb der Olympischen Sommerspiele in London teil. Im Einzel unterlag er zum Auftakt Robert Branks Powell. Im Doppel nach einem Freilos in der ersten Runde ebenfalls zum Auftakt. Er spielte das Turnier an der Seite seines Bruders Roelof van Lennep als Doppelpartner. Ein weiterer Bruder, August, wurde 1903 niederländischer Meister, seine Schwester Madzy gewann die Meisterschaften 1899–1901 jeweils im Doppel.
16 Jahre nach den Olympischen Spielen nahm van Lennep in Paris erneut am olympischen Tennisturnier teil. Bei einer Auftaktniederlage im Doppel schaffte er im Einzel den Sprung in die dritte Runde, wo er Watson Washburn unterlag.
In insgesamt 12 Begegnungen spielte van Lennep für die niederländische Davis-Cup-Mannschaft. Seine Bilanz lautete dort 14:12. Mit dem Team erreichte er 1925 das Finale in Europa, wo sie Frankreich mit 0:4 unterlagen.